# Atahualpa Severino
Pour les articles homonymes, voir Severino.
Atahualpa Severino (né le 6 novembre 1984 à Cotuí, Sánchez Ramírez, République dominicaine) est un ancien lanceur de relève gaucher des Ligues majeures de baseball.

## Carrière
Atahualpa Severino signe son premier contrat professionnel en 2004 avec les Expos de Montréal. La franchise est transférée à Washington l'année suivante et c'est avec les Nationals que Severino fait ses débuts dans le baseball majeur plusieurs années plus tard, le 6 septembre 2011. Il lance 6 parties comme lanceur de relève pour Washington en 2011 et, à la dernière de celles-ci le 26 septembre, remporte sa première victoire lorsque les Nationals l'emportent sur les Marlins de la Floride. Il apparaît dans six parties des Nationals, lançant quatre manches et deux tiers. Sa moyenne de points mérités pendant ce bref passage s'élève à 3,86 avec sept retraits sur des prises.
Il ne joue qu'en ligues mineures avec Syracuse, le club-école des Nationals, en 2012.
Il rejoint les Royals de Kansas City le 16 novembre 2012.